# Marianne Schönauer
Marianne Schönauer (eigentlich Schifferes) (* 31. Mai 1920 in Wien; † 9. Juli 1997 ebenda) war eine österreichische Schauspielerin.

## Leben und Wirken
Marianne Schönauer studierte am Max-Reinhardt-Seminar in Wien und ließ sich zur Sängerin ausbilden. Während des Studiums war sie bei Max Reinhardt und dessen Faust-Inszenierung bei den Salzburger Festspielen beschäftigt. Nach dem Studium war sie als Schauspielerin in Mährisch-Ostrau engagiert. Während des Krieges hatte Marianne Schönauer als „Halbjüdin“  Arbeitsverbot (weshalb sie eine bereits fixierte Verpflichtung ans Deutsche Volkstheater nicht realisieren konnte). Sie schlug sich mit diversen Gelegenheitsarbeiten durch und wechselte mehrmals den Namen, um nicht von der Gestapo entdeckt zu werden. Ihr jüdischer Vater Karl Schifferes (1894–1942), Cellist im RAVAG-Orchester, emigrierte nach Frankreich und starb später im KZ Auschwitz.

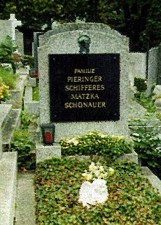
Grabstätte von Marianne Schönauer

Zu den wichtigsten Stationen ihrer Schauspielkarriere gehörten (ab 1945) das Wiener Volkstheater, wo sie vor allem mit dem Regisseur Günther Haenel arbeitete (in Henrik Ibsens „Baumeister Solness“ spielte sie neben Albert Bassermann die weibliche Hauptrolle). Das Raimundtheater (1949), das Landestheater Salzburg (1950) und das Stadttheater in Wien (1951) waren weitere Stationen, bis sie zuletzt ans Theater in der Josefstadt kam, an dem sie (mit Unterbrechungen) bis 1987 zum Ensemble gehörte. Auch während der Sommermonate trat sie beispielsweise bei den Seespielen Mörbisch auf. Während der 1950er und 1960er Jahre wurde Marianne Schönauer auch als Schlagersängerin bekannt.
Ab dem Jahr 1946 stand Marianne Schönauer regelmäßig vor der Kamera. Sie wirkte in vielen Kinofilmen an der Seite bekannter Akteure wie Hans Moser, O. W. Fischer, Hans Holt und Johannes Heesters und an den verschiedensten Fernsehproduktionen mit. 1987 beendete sie ihre Theaterkarriere und widmete sich besonders der Ausbildung des Nachwuchses, veranstaltete Literaturlesungen und arbeitete zunehmend als Fernsehschauspielerin.
Schönauer war von 1945 bis 1947 mit dem Bühnenbildner und Regisseur Gustav Manker verheiratet. , Sie starb 1997 unerwartet inmitten von Dreharbeiten. Ihre Grabstätte befindet sich auf dem Hernalser Friedhof in Wien (Gruppe 63, Reihe 7, Nummer 13).
Im Jahr 2000 wurde in Wien-Döbling (19. Bezirk) die Marianne-Schönauer-Gasse nach ihr benannt.

## Filmografie (Auswahl)
- 1947: Die Welt dreht sich verkehrt
- 1947: Das unsterbliche Antlitz
- 1948: Der Prozeß
- 1948: An klingenden Ufern
- 1949: Eroica
- 1950: Hochzeit mit Erika
- 1950: Gruß und Kuß aus der Wachau
- 1951: Verklungenes Wien
- 1951: Das Herz einer Frau
- 1951: Maria Theresia
- 1952: Mönche, Mädchen und Panduren
- 1952: 1. April 2000
- 1953: Der Bauernrebell
- 1953: Eine Nacht in Venedig
- 1953: Die große Schuld
- 1953: Im Krug zum grünen Kranze (Die 5 Karnickel)
- 1954: Wiener Herzen (Der Komödiant von Wien)
- 1955: Bel Ami
- 1955: Don Juan
- 1956: Die Frau des Hochwaldjägers
- 1959: Auf allen Straße
- 1959: Meine Tochter Patricia
- 1961: Vor Jungfrauen wird gewarnt
- 1962: Tanze mit mir in den Morgen
- 1963: Die schwarze Kobra
- 1964: Das hab ich von Papa gelernt
- 1965: Die Liebesquelle
- 1966: Oberinspektor Marek – Tödlicher Unfall (Fernsehreihe)
- 1968: Wenn die kleinen Veilchen blüh’n (Fernsehfilm)
- 1969: Donnerwetter! Donnerwetter! Bonifatius Kiesewetter
- 1970: Der Feldherrenhügel (Fernsehfilm)
- 1970: Der Kurier der Kaiserin (Fernsehserie, 26 Folgen)
- 1971: Wenn der Vater mit dem Sohne (Fernsehserie, 13 Folgen)
- 1973: Hallo – Hotel Sacher … Portier! (Fernsehserie, 22 Folgen)
- 1976: Alle Jahre wieder – Die Familie Semmeling (Mini-Fernsehserie)
- 1980: Maria Theresia (Fernsehfilm)
- 1982: Mozart (Mini-Fernsehserie in fünf Folgen)
- 1990–1991: Wie gut, dass es Maria gibt (Fernsehserie, 11 Folgen)
- 1992: Donauprinzessin (Fernsehserie)
- 1996: Das Traumschiff – Singapur (Fernsehreihe)
- 1996: Schlosshotel Orth (Fernsehserie, 12 Folgen)